# 武者ガンダム
武者ガンダム（むしゃガンダム、武者頑駄無）は、甲冑姿をしたガンダムタイプのモビルスーツあるいは生命体の個体名、総称、及びそれらを中心とする玩具シリーズ、漫画作品の総称である。元来は最初に漫画に描かれた武者ガンダム単体の機体名であったが、一般的にはSDガンダムにおける「SD戦国伝」シリーズとその後継、またそれらの登場キャラクターの総称として使われる。

## 概要
一般にガンダムシリーズの作品群のうち、鎧武者姿のガンダム及びこれらが主人公を務めるシリーズを称して武者ガンダムと呼ぶ。特に頭身が小さくデフォルメ（スーパー・デフォルメ: SD）されている「SDガンダム」シリーズにおけるものが一般的である。舞台設定が日本の戦国時代を意識したものとなっているため、個体名には外国語を思わせるカタカナ表記を避け武者頑駄無（むしゃがんだむ）と漢字で表記をすることも多い。
一部シリーズに登場する「鉄機武者」と「ムシャジェネレーション」を除き、SD武者ガンダムシリーズでの武者は機械（ロボット）ではなくあくまで意志を持つ一個の生命体として描かれており、種族個体として人間と多少の差異はあれど、ほぼ同様に成長していく。擬人化ならぬ〈人間の擬ガンダム化〉というべき解釈の余地が設けられているのも他のSDガンダムシリーズとは異なる特徴である。

## 武者ガンダムの展開

### SD以前
武者ガンダムの初出は、「コミックボンボン」1985年6月号掲載の漫画『プラモ狂四郎』（原作クラフト団・作画やまと虹一）において主人公の四郎が、茂合岩男との決戦のためにオリジナルデザイン・スクラッチビルドした1/144スケールの模型としてでこの時の呼称は「武者ガンダム」で、SDではなく通常の頭身のデザインであった。
戦国時代の武者をモチーフにした鎧兜や刀などをガンダムに装備させた斬新なデザインの発想は、元来サンライズ製作のロボットアニメが『無敵超人ザンボット3』『無敵鋼人ダイターン3』『機動戦士ガンダム』と代々主役メカのデザインモチーフを日本の武者に求めてきた伝統に由来する。ラフデザインはクラフト団代表の安井尚志によるもので、クリンナップはやまと虹一とされるこのため後述の経緯でSD化された後でも、安井・やまと作品を元デザインとする武者ガンダムには企画原案として安井とやまとの名がクレジットされている。この後に作中には「武者ガンダムMk-II」「武者Ζガンダム」などの発展型モデルが登場する事等から、単純に初代ガンダム（RX-78-2）に鎧武者の格好をさせたものと思われがちだが、漫画の中ではガンダムMk-IIをベースとし作られているため、実際には各部のディテールにはガンダムMk-IIの意匠も混在しており、SD戦国伝以降に定着した「特定のモビルスーツの武者バージョン」という単純な解釈には収まらない『武者ガンダム』という機体として独立している。
武者ガンダムMk-IIのデザインはときた洸一。武者ガンダムMk-IIの名は「『武者ガンダム』の後継機」という意味合いを『機動戦士Ζガンダム』の命名基準に準じて「Mk-II」と表現したもので、モビルスーツとしてのガンダムMk-IIの意匠は各部に盛り込まれているものの（初代武者ガンダムにもそもそもガンダムMk-IIの要素が含まれるのは前述の通りである）、フェイスはガンダムMk-IIの後継機であるΖガンダム風の意匠が採用されている。
さらに後に登場する武者Ζガンダムのデザインはやまと虹一。全体のモチーフこそΖガンダムが基にはなっているが、特徴であったウェイブライダー変形機構やフライングアーマーを廃し、騎馬サポートメカとのドッキングという独自の特徴を有しており、脚部の意匠はRX-78のものがほぼそのまま流用されている。このドッキング機構「ケンタウロススペシャル」は安井尚志の原作で指定されていた設定であり、デザインされる際には武者ガンダムとしては異例の西洋甲冑のイメージも採り入れられている。
なお、初代武者ガンダムに関しては続編『新プラモ狂四郎』でも再登場を果たしている。さらに、これらのデザインはSDアレンジを加えて最初期のSD武者ガンダムシリーズに流用された為、上記のような「武者頑駄無摩亜屈（ムシャガンダムマークツー）」のフェイスはΖガンダム風の所謂ゼータ顔をしている、あるいは「武者精太頑駄無（ムシャゼータガンダム）」の脚がRX-78の意匠を採用しているなどの特徴はそのまま残っている。

### SD以後
武者ガンダムは『プラモ狂四郎』完結後も、1987年のガシャポン「ガシャポン戦士スーパーディフォルメガンダムワールド」MK13『武者ガンダム』、および1988年のプラモデルSDガンダム BB戦士No.17『ムシャガンダム』、元祖SDガンダムNo.14『武者精太』としての立体化、また1987年のファミコンソフト『SDガンダムワールド ガチャポン戦士 スクランブルウォーズ』でのボスキャラクターとしての採用、1988年のカードダス「SDガンダムワールド」パート4での「武者ガンダムMk-II』(127)の登場等をそれぞれの契機として、SD体型での商品展開が行なわれることとなった。以後次々と武者タイプのモビルスーツが立体化されていく。
これと前後して最初の武者ガンダムのストーリーライン「SD戦国伝」が生まれているが、この成り立ちはプラモデルシリーズ「SDガンダム BB戦士」の組立説明書に掲載されていた漫画『コミックワールド』（MARSHIこと今石進作）を端緒とする。実質上のSD戦国伝第1話と言えるBB戦士No.17『ムシャガンダム』における『コミックワールド』第11話「七人の頑駄無」は本来、今石が後の展開を意識せず即興的に描いたものであったが、この設定が原型となり以後のBB戦士「武者七人衆編」シリーズが展開することとなった。ガンダムに「頑駄無」の字をあてたのも今石の発案である。『コミックワールド』でも武者ガンダムをモチーフとしたストーリーは「武者七人衆編」と題されて連載形式となり、ここから今石のデザインとともに新たな設定が生まれ新商品に繋がるというサイクルが自然発生的に生まれている（例えばBB戦士No.42として発売される『殺駆三兄弟』の初出はBB戦士No.23『武者精太』付属の『コミックワールド』第17話である）。
同時期、BB戦士のデザインクリンナップを担当した鳥山劣こと横井孝二もコミックボンボン誌上でのプラモデルのタイアップ作品である連載ギャグ漫画『元祖! SDガンダム』に武者ガンダムを積極的に描きキャラクター性を拡げていった。しかしこうした現場では『コミックワールド』を描く今石と『元祖! SDガンダム』を描く横井の間に連携はなく、互いに無計画に展開を進めていたという。
こうした一種場当たり的なキャラクター展開が進む一方、BB戦士の販売元バンダイはそれまでと将来の商品展開を総括して整合性のあるストーリーラインに纏めるために、コミックボンボン誌と連携し1989年6月号より「SD戦国伝」と題したタイアップ企画を展開する。これらは主にボンボン誌上のグラビア・特集記事の形でイラストやプラモデルの写真と文字情報を中心に構成されており、文芸設定はレイアップの平松昭彦が担当した。この新設定によって武者ガンダムのみならずそのシリーズ展開自体に物語性が付与され、SDガンダムというジャンルの中から「武者ガンダム」というジャンルが独立していった。
またコミックボンボン誌上ではSD戦国伝のストーリーラインと平行して、プラモデル（BB戦士）としてのSDガンダムを主な題材にした漫画『超戦士ガンダム野郎（ハイパーせんしガンダムボーイ）』（原作クラフト団・作画やまと虹一、1989年1月号より）も連載されている。主人公天地大河（あまち・たいが）の愛用したオリジナル武者ガンダム「天地大河スペシャル」がBB戦士シリーズで『農丸頑駄無 天地大河スペシャル』として発売され、SD戦国伝の世界観の中でも農丸頑駄無のデザインに流用されたことに顕著なように、『超戦士ガンダム野郎』とBB戦士シリーズでも密接なタイアップ展開が行なわれた（こうした漫画発の商品展開への流用は横井孝二の『元祖! SDガンダム』でも同様であるが、漫画の性質上BB戦士と「SD戦国伝」シリーズへの流入は行なわれなかった。他に、BB戦士の改造作例紹介記事『G研』や、読者公募によるオリジナルSD武者ガンダムがカードダスやガシャポンに多くフィードバックされている）。
やまとは『超戦士ガンダム野郎』連載のかたわら、ムック『完全保存版 SD武者ガンダム全百科』（コミックボンボンスペシャル38・1989年）掲載の読み切り漫画『SD武者ガンダム風雲録』を経て、翌1990年「デラックスボンボン」創刊とともに同名の連載『SD武者ガンダム風雲録』（原作・クラフト団）を執筆。『コミックワールド』が2ページ1話という性質上描ききれなかったSD戦国伝の物語を、文芸設定に合わせ長編ストーリーとして纏め上げた。また1989年、この連載に先行してOVAシリーズ『機動戦士SDガンダム』の映画版『機動戦士SDガンダムの逆襲』でもオリジナルストーリー「SD戦国伝 暴終空（あばおわくう）城の章」としてSD戦国伝の初のアニメ化が行なわれている。翌年1990年にはOVA『機動戦士SDガンダム』でもSD戦国伝のエピソードがアニメ化されている（第3巻・第5巻）。
SD戦国伝は「武者七人衆編」終了後も続編タイトルが次々と発表され、「SD戦国伝」3部作、続編「新SD戦国伝」4部作、「超SD戦国伝」3部作の全10章構成となり1999年に完結した（以後のシリーズ展開については#ムシャ戦記以降参照）。SD戦国伝シリーズ初期の主要なメカデザインは今石進が担当したが、後の「SD戦国伝 天下統一編」以降レイアップの寺島慎也がデザインに加わり、「新SD戦国伝 伝説の大将軍編」からは大半のメカデザインを寺島が行なっている。文芸設定を担当した平松昭彦は「武者七人衆編」以後、より密にSD戦国伝シリーズの文芸設定を担当。「新SD戦国伝 超機動大将軍」以降は平松に代わりレイアップの後輩栗原昌宏が主要なストーリーワークを務めている。やまとによる漫画「SD武者ガンダム風雲録」シリーズは「新SD戦国伝 伝説の大将軍編」まで継続し、続編「新SD戦国伝 七人の超将軍編」以降は神田正宏が「新武者ガンダム」シリーズおよび「超武者ガンダム」シリーズとして漫画化を行なっている（原作・クラフト団）。

### リアル武者
逆輸入というべき経緯であるが、SDに続いて八頭身の所謂リアル体型の武者ガンダムも商品化された。これらは多く元祖リアル体型の『プラモ狂四郎』版のデザインを踏襲せず、一部はSD戦国伝「武者七人衆編」の意匠に似せて再デザインされた。
プラモデルとしては1990年に発売された「モビルスーツ戦国伝」シリーズとして『武者頑駄無（ムシャガンダム）』『武者頑駄無摩亜屈（ムシャガンダムマークツー）』『武者仁宇頑駄無（ムシャニューガンダム）』の計3種がある。プラモ狂四郎版「武者ガンダム」、「武者ガンダムMK-II」がそれぞれ「特定のモビルスーツに鎧武者風の格好をさせたもの」ではなかったのに対し、モビルスーツ戦国伝版「武者頑駄無」は大河原邦男によりノーマルガンダムをベースとしてSD戦国伝における「武者頑駄無」の甲冑に独自の意匠を加えて再デザインされ、漫画『超戦士ガンダム野郎』で再度リファインを加えてSD化され「天地大河スペシャル」として登場し、後にSD戦国伝でも「農丸頑駄無」として採用される。またモビルスーツ戦国伝版「武者頑駄無摩亜屈」はプラモ狂四郎版のΖガンダムベースともSD戦国伝版のゼータ顔とも異なる、ガンダムMk-II準拠の意匠となっている。「武者仁宇頑駄無」はプラモ狂四郎に登場しないSD戦国伝由来の武者であるが、モビルスーツ戦国伝版ではこのデザインにアレンジを加え、脚部に西洋的な曲面のラインを与えている。
モビルスーツ戦国伝の設定では武者ガンダムはSDシリーズや漫画と異なり巨大兵器として扱われる。付属する説明書にはアムロ・レイならぬ「阿夢呂丸」が武者頑駄無に乗り込むなど『機動戦士ガンダム』本編の物語を戦国時代風にアレンジしたストーリー解説が収められていた。プラモデルとしては関節部のポリキャップをパーツ単位ではなく組立て済みの内部フレーム状に構成した「MSジョイント」機構や金メッキパーツを採用した、当時としては画期的な構造のガンプラだったが、それが災いしてか現在まで再発売されていない。
リアル体型のトイシリーズとしてはSD「ガンダムクロス」シリーズのスピンオフである「リアルタイプ武者頑駄無鎧（ムシャガンダムクロス）」シリーズ（『武者頑駄無摩亜屈（ムシャガンダムマークツー）』『武者精太頑駄無（ムシャゼータガンダム）』『武者駄舞留精太頑駄無（ムシャダブルゼータガンダム）』の計3種）が発売されている。これはバンダイが「聖闘士聖衣大系」で得たノウハウを応用したシリーズで、ノーマルのモビルスーツの素体の上に鎧兜を取り付けることで武者姿に変化するというものであった。
リアルタイプ武者頑駄無鎧の素体は元来アニメ『機動戦士Ζガンダム』『機動戦士ガンダムΖΖ』初放映時に発売されていた1/100スケールの玩具「デラックス」シリーズの『デラックス・ガンダム・マークII』『デラックスΖガンダム』『デラックス・ガンダムΖΖ』を流用し鎧の取り付け穴を空けたものであり、ラインナップが『Ζ』『ΖΖ』に偏っているのもそのためである。こうした経緯のためリアルタイプ武者頑駄無鎧では「武者精太頑駄無」「武者駄舞留精太頑駄無」ともにSD戦国伝の設定にある武者姿での変形は再現されておらず、代わりにモビルスーツ姿でのアニメ設定に沿った変形機構が残っている。
1989年に読み切り版『SD武者ガンダム風雲録』でやまと虹一が「暗黒武者」としてリアル体型の武者ドムを描いているが、これはやまとの独断による当時としては早すぎたアイデアで、世界観に合わないとして安井尚志から注意を受け、SD戦国伝の設定からは除外されている）。これ以降リアル体型の武者ガンダムはオリジナルシリーズとしてはしばらく現れていないが、SD頭身とは異なる武者として「SD戦国伝 天下統一編」の「龍将飛将」が登場、以降「新SD戦国伝 伝説の大将軍編」の「紫電鬼」、「新SD戦国伝 七人の超将軍編」での「機動武者大鋼」「覇道武者魔殺駆」等、武者達の最終形態あるいは超越的な存在としてしばしばリアル体型の武者が登場することとなった。
一方、SDシリーズ以外の世界観に限るなら、リアル体型の武者ガンダムはカトキハジメによるイラストレーション・シリーズ『GUNDAM FIX』において1998年に「モビルスーツ戦国伝」版の武者ガンダムが描かれたり、一部のガレージキットを除き15年以上の間、マスプロダクトに登場することはなかった。後2007年に発売されたPLAYSTATION 3用ゲーム『ガンダム無双』において、チーフプロデューサー堀内美康（バンダイナムコゲームス）の提案をもとに、オリジナルモードのボスキャラクターとしてリアル体型の「武者ガンダム」が登場、後に設定資料集『ガンダム無双アートワークス』やトレーディングカードゲーム『ガンダムウォー』で「真（しん）武者ガンダム」という名が正式に与えられた。2008年に発売されたPlayStation 2用ゲーム『ガンダム無双 Special』、及び2008年末に発売された続編『ガンダム無双2』においては、再度カトキハジメがデザインしティターンズカラーとなった「武者ガンダムMk-II」が「武者ガンダム」のパートナーとして登場する。
カトキハジメによる真武者ガンダムのデザインはノーマルガンダム（ガンダムVer.Ka）をモチーフにした赤・黒・白のカラーリングの武者姿という、「SD戦国伝」「モビルスーツ戦国伝」「武者烈伝」などのノーマルガンダムベースの武者ガンダムの基本デザインを踏襲しているが、肩当ての造形や甲冑の各部を走るパイプ状の意匠など、よりメカニックな解釈が多く織り込まれている点が特徴である。設定上はモビルスーツと同等のサイズを持つ謎の機動兵器とされており、自らの意思を持ち、パイロットを持たず自律機動するというSD版武者ガンダムに似た設定が与えられている。武士を彷彿とさせる古風な口調を用い、終盤のステージにボスとして登場。他作品のライバルにあたるパイロット達も武者ガンダムの力を利用するために立ちはだかる。『ガンダム無双2』ではパイロットが搭乗するようになった。「武者ガンダム」の主なパイロットはギム・ギンガナム、ヤザン・ゲーブル、「武者ガンダムMk-II」のパイロットはカテジナ・ルース、プルツー。
同年2007年9月に『ガンダム無双』を原典としているが、名前は漢字で「真武者頑駄無」として発売された「GUNDAM FIX FIGURATION」版では、コンパチブルモデルとしてガンダムVer.Kaをベースに各所のディテールアップが行なわれている「モビルスーツ戦国伝」版武者頑駄無のリファイン版が公開されている。また、これよりやや早くバンプレストからプライズ商品「ガンダムシリーズ 騎馬武者伝 リアルタイプフィギュア」シリーズとして「武者頑駄無」「武者精太」がリリースされている。これはそれぞれ「モビルスーツ戦国伝」版武者頑駄無、「リアルタイプ武者頑駄無鎧」版武者精太頑駄無のデザインが原形となっており、新規デザインのアソート品「騎馬武者」と組み合わせて乗馬状態および合体したケンタウロス形態が再現できるのが特徴である。

### ムシャ戦記以降
SDとしての武者ガンダムの代表格となった「SD戦国伝」完結後、この後釜としてSD戦国伝とは一歩距離を置いた新シリーズ「ムシャ戦記 光の変幻編」が開始された。
「ムシャ戦記」は物語上「SD戦国伝」シリーズの延長線上にあるが、大量のキャラクターによる複雑なサーガと化したSD戦国伝から時代背景を大きく移し、設定の簡素化が行なわれたものである。この姿勢は主人公ら新キャラクターが「武者ウイングゼロ」のように多く名前に漢字名を使わないことにも顕著である。
「ムシャ戦記」完結後2000年、さらに設定を一新した新シリーズ「SDガンダム ムシャジェネレーション」が開始される。このシリーズの世界観では武者ガンダムが生命体ではなく、人間が乗るメカとして描かれているのが従来との大きな違いである。この源流にはゲーム『SDガンダム GGENERATION』の存在があり、本シリーズはいわばこの「武者」版という位置付けであった。ちなみに、ムシャジェネレーションの主役の侶蘭と武者ターンエーガンダムはSDガンダム GGENERATION-Fはある条件を満たすと「SDガンダム GGENERATION-F」にも登場する。
「ムシャジェネレーション」完結の後に始まったシリーズが「SD頑駄無 武者○伝」である（2001年）。現代日本を主な舞台に人間キャラクターとSD武者がからむ大胆な設定と、従来と一線を画すコミカルな世界観が特徴であった。「武者○伝」は続編2作を含む3部作となり、「SD戦国伝」以後では最も長寿のシリーズとなっている。また、『武者○伝III』から武者ガンダムは「水が苦手、かなづち（泳げない）」という設定が追加された。
これと前後して2004年、テレビアニメ作品『SDガンダムフォース』が放映されている。SDガンダムフォースはSDガンダム、騎士ガンダム、武者ガンダムが混在して登場する物語で、厳密な意味での武者ガンダム作品ではないがこれがテレビアニメでは初の武者ガンダムの登場となる。この作品は設定上でも「SD戦国伝」シリーズで知られる「天宮（アーク）」や「天地城」が登場するなど、BB戦士系SD武者ガンダムシリーズの設定と親和性が高い。
「武者○伝」3部作の後に開始されたシリーズ「SDガンダムフォース絵巻 武者烈伝」（2005年）は「SD戦国伝 武者七人衆編」のリメイク作品である。武者七人衆を大幅にリファインした「光の七人衆」を中心に、その息子達「烈火隊」を主人公として武者七人衆編の設定を整理・再構成しており、程度の差こそあれ同一時間軸上の物語として描かれていた従来のシリーズに対し、平行世界上の別個の物語という位置付けにある。本編にあたるストーリーライン「武者烈伝 武化舞可編」と、ホビージャパン誌に連載された外伝的な前日譚「武者烈伝 零」との同時進行二部構成となっているのも大きな特徴である。
こうして様々に形を変えつつも連綿と続いたSD武者ガンダムシリーズは、2006年-2007年に展開した「武者番長風雲録」において一旦の終焉をみる。武者番長風雲録は「武者○伝」に続き再び現代日本を舞台とし、学校と番長の存在を主軸に構成された異色作である。この後継にあたるストーリーラインは「BB戦士三国伝」で、世界観の繋がりを暗に感じさせる描写こそあるものの「武者」の冠は持っておらず、2009年に武田信玄や上杉謙信、直江兼続などの戦国武将をイメージさせた武者頑駄無が登場する「SD戦国伝 武神降臨編」が開始。
その後、「三国伝」の展開終了した2011年にはレジェンドBBとして、武者ガンダムシリーズもリメイクの範疇としてシリーズが開始。「武者八人衆編」という単独タイトルまで冠されて、メインストーリー第一弾として、これまで直接的には語られなかった真悪参による銀の楯強奪事件などが描かれる予定。

### 他シリーズとのクロスオーバー
SD戦国伝・新SD戦国伝はSDガンダム外伝（騎士ガンダム）やSDコマンド戦記、ガンドランダー、BB戦士三国伝とのクロスオーバーが行なわれており、これらの舞台は一つの惑星ないし同一次元に存在するという設定となっている。
- 「SDガンダム外伝 ジークジオン編」の騎士ガンダムとサタンガンダムは「SD戦国伝 武者七人衆編」の頑駄無真悪参の善の心と悪の心が分裂した姿である[注 6]。
- 「SDコマンド戦記」のガンセイヴァーΖは過去の世界である天宮へタイムスリップし、「新SD戦国伝 伝説の大将軍編」で武者頑星刃（ムシャガンセイバー）として活躍した。
- 「SDコマンド戦記」に登場したヤクザ集団「闇一族」の親分ザクトとその息子コザク・コンザク・シンザクは「SD戦国伝」の殺駆頭および殺駆三兄弟と同名で、同族を連想させる設定となっている。
- 「SDガンダム外伝 円卓の騎士編」の麗騎士レッドウォーリアは、「新SD戦国伝 地上最強編」の赤龍頑駄無と顔見知りである[6]。
- ほぼ同時期にストーリーが進行している「SDガンダム外伝 円卓の騎士編」の麗騎士レッドウォーリアは「SDコマンド戦記」の海賊騎士キャプテンレッドの先祖である。
- 「新SD戦国伝 超機動大将軍編」の武者真紅主・武者鷺主は、それぞれ「SDコマンド戦記」のマゼラン大陸（「SDコマンド戦記」の時代ではなく、武者頑駄無時代のマゼラン大陸) 、「SDガンダム外伝」のスダ・ドアカワールドからやって来た。武者冒流刀も「ガンドランダー」のガンドランド大陸出身である事を強く想起させる設定となっている[注 7]。
- 「BB戦士三国伝」の舞台、三璃紗では、その地に出来た初の国家として、「SD戦国伝」において天宮から海を隔てた隣国として度々描かれた影舞乱夢の名が登場している。また、三璃紗に伝わる正史「G記」には歴代皇帝として「新SD戦国伝 伝説の大将軍編」に登場した白龍大帝の名が記されており、「三国伝」の劉備ガンダムは彼と同じく龍帝の血を引く者とされている。影舞乱夢や赤流火隠といった国々が過去の呼称として扱われているため、「SD戦国伝」で描かれた時代より未来に位置していると思われる。ただし鉄機武者が登場しない等、技術面では退行している状態となっている。

元々が区分けの明文化されていないごちゃ混ぜの状況から分化していったSDガンダムの各シリーズはカードダス、漫画、雑誌、プラモデルなどで頻繁にクロスオーバーを行っているが、媒体によって微妙に設定が違ったり記述に矛盾が見られることもある。この点について文芸設定担当の栗林昌宏は、読者の想像力を喚起するため意図的に曖昧な設定を設けていると説明している。

## シリーズ / 作品一覧

### SD戦国伝シリーズ

#### SD戦国伝
- SD戦国伝 武者七人衆編（1988年 - 1990年、プラモデル・文芸設定・漫画ほか）
- SD戦国伝 暴終空城の章（1989年、アニメーション映画）
  - アニメーション映画『機動戦士SDガンダムの逆襲』に収録。
- SD戦国伝 頭虫邸の忍者合戦 / SD戦国伝 天の巻 / SD戦国伝 地の巻 / SD戦国伝 真の巻 / SD戦国伝 理の巻 / SD戦国伝 頑駄無5人衆のもののけ退治（1990年、OVA）
  - OVAシリーズ『機動戦士SDガンダム』MARK-III、MARK-Vに収録。
- SD戦国伝 天と地と（1990年、プラモデル・文芸設定・漫画ほか）
  - 番外的に扱われる特別編で、本編の公式設定と異なる「異説」として扱われる[7]。原則的に実在の戦国武将をモチーフとしないSD戦国伝において、唯一例外的に現実の武将がリンクする物語である。当時角川映画で公開されていた海音寺潮五郎原作の映画『天と地と』とのコラボとなっており、「武者七人衆編」後、新頑駄無城「天地城」の完成祝賀奉納模擬合戦の最中、武者と精太にそれぞれ武田信玄と上杉謙信の魂が乗り移り「信玄頑駄無」と「謙信頑駄無」に変身し大激闘を演じたというストーリーである。後に SDガンダムフォースに登場する頑駄無達の居城「天地城」の名はこの逸話に由来する。
- SD戦国伝 風林火山編（1990年 - 1991年、プラモデル・文芸設定・漫画ほか）
- SD戦国伝 天下統一編（1991年 - 1992年、プラモデル・文芸設定・漫画ほか）
- SD戦国伝 天下泰平編（1993年、アニメーション映画）
  - 3本立て作品『機動戦士SDガンダムまつり』の1編で、天下統一編の後日譚。

#### 新SD戦国伝
- 新SD戦国伝 地上最強編（1992年 - 1993年、プラモデル・文芸設定・漫画ほか）
- 新SD戦国伝 伝説の大将軍編（1993年 - 1994年、プラモデル・文芸設定・漫画ほか）
- 新SD戦国伝 七人の超将軍編（1994年 - 1995年、プラモデル・文芸設定・漫画ほか）
- 新SD戦国伝 超機動大将軍（1995年 - 1996年、プラモデル・文芸設定・漫画ほか）
- 新SD戦国伝 機動武者大戦（1996年、ゲーム）
  - 超機動大将軍編と武神輝羅鋼編の中間にあたるストーリーを描いたPlayStation用シミュレーションRPG。新SD戦国伝の名を冠しているが、レイアップ／サンライズの公式な見解では新SD戦国伝と同一時間軸の物語ではないとされる[5]。

#### 超SD戦国伝
- 超SD戦国伝 武神輝羅鋼（1996年 - 1997年、プラモデル・文芸設定・漫画ほか）
- 超SD戦国伝 刕覇大将軍（1997年 - 1998年、プラモデル・文芸設定・漫画ほか）
- 新SD戦国伝 天星七人衆（1998年 - 1999年、プラモデル・文芸設定・漫画ほか）

#### ムシャ戦記
- ムシャ戦記 光の変幻編（1999年 - 2000年、プラモデル・文芸設定・漫画ほか）

#### ムシャジェネレーション
- SDガンダム ムシャジェネレーション（2000年、プラモデル・文芸設定・漫画ほか）

#### 武者○伝
- SD頑駄無 武者○伝（2001年 - 2002年、プラモデル・文芸設定・漫画ほか）
- SD頑駄無 武者○伝2（2002年 - 2003年、プラモデル・文芸設定・漫画ほか）
- SD頑駄無 武者○伝III（2003年 - 2004年、プラモデル・文芸設定・漫画ほか）
- SD頑駄無 武者パ楽 2001年イベント上映&プレゼントビデオ
- SDガンダム 武者パ楽～新武者誕生～ 2003年イベント上映

#### 武者烈伝
- SDガンダムフォース絵巻 武者烈伝 武化舞可編（2004年 - 2005年、プラモデル・文芸設定・漫画ほか）
- 武者烈伝・零（2004年 - 2005年、プラモデル・文芸設定）

#### 武者番長風雲録
- 武者番長風雲録（2006年 - 2007年、プラモデル・文芸設定・漫画ほか）

#### SD戦国伝 武神降臨編
- SD戦国伝 武神降臨編（2009年 - 2010年、プラモデル）

#### レジェンドBB
- レジェンドBB 武者八人衆編（2011年 - 、プラモデル・文芸設定・漫画）

### 派生シリーズ / 作品
- リアルタイプ武者頑駄無鎧（1989年、玩具）
- モビルスーツ戦国伝（1990年、プラモデル）
- 超時空烈伝 真空路守（マクロス）（1990年、プラモデル）
  - 1990年、SD戦国伝の人気にあやかり同じバンダイから発売されていた超時空要塞マクロスに登場するバトロイドに実在の戦国武将の名前と鎧兜を冠したプラモデルシリーズ（計8種）。こちらの組立説明書に掲載されている4コマ漫画もMARSHIこと今石進によるもの。
- GUNDAM EVOLVE../14 頑駄無 異歩流武../十四 武者頑駄無（2005年、OVA）
  - 「SDガンダムフォース絵巻 武者烈伝」の設定を基に再度リメイクした短編エピソード。
- 頑駄無大将軍 頑駄無異歩流武版 光の鎧編 （漫画）
  - ボンボン掲載の読み切り作品。異歩流武../十四の続きとなるエピソードになっている。
- 爆賛歓大将軍（ヴァンサンカンダイショウグン）　（2006年 記念企画）
  - ボンボン創刊25周年記念として、体の各パーツを歴代のボンボンのSDガンダム漫画家が担当するという形でイラスト化された。しかし必殺技の募集などはされたものの、特定のストーリーや商品化はされなかった。

### 関連作品
武者ガンダムを主人公としない、あるいは公式な文芸設定に則らないが、武者ガンダムの登場する重要な作品を記す。
- プラモ狂四郎（1982年 - 1986年、漫画）
- 新プラモ狂四郎（1987年 - 1988年、漫画）
- 超戦士ガンダム野郎（1988年 - 1994年、漫画）
- 元祖! SDガンダム（1989年 - 1993年、漫画）
- 武者・騎士・コマンド SDガンダム緊急出撃（1989年、アニメーション映画）
- SDガンダム英雄伝（2001年、漫画）
- SDガンダムフォース（2004年、テレビアニメ）
- ガンダム無双（2007年、ゲーム）
- レジェンドBB（2011年 - ）

## 世界設定
SD戦国伝シリーズと同一世界とは公式に認められていない『SDガンダムフォース』等の関連作品はここでは扱わない（SDガンダムフォースの登場勢力も参照）。原則としてシリーズ別に時系列に沿って分類するが、後述する天宮（アーク）の列島に属さない異文化圏・異世界は別途に節を分けて記述する。これら各地名の詳細はそれぞれの記事内においても述べる（#SD戦国伝シリーズ参照）。
天宮流の言葉は原作における地名やメカニック等の当て字のように独特なものなので、かな読みを付属。なお、登場する異国の地名は全て天宮流に訳した言葉である。

### 天宮の列島
天宮（アーク）
多くの物語の主要な舞台。厳密には武者頑駄無達の存在する弧状列島にある一つの国家の国名であるが、列島そのものの呼称としても扱われる。遥か昔、この地に魔物であふれた時代、四天王が魔物を退治して天帝の使いである巨大な武人が魔王を倒して世界を救い、天帝を祀った宮が建てられたことからいつしか人々は「天宮の国（アークのくに）」と呼ぶようになった。各地が様々な国名で呼ばれるが、地理的区分や地方を示す言葉の場合もある。列島の形状は日本と酷似している。
『伝説の大将軍編』の頃より、政治・経済の中心地である破悪民我夢（バーミンガム）が登場した。当初は轟天頑駄無が、後に新世大将軍によって統治される。居城は烈帝城、そこに代々の大将軍が生活している。政治形態は明確では無いが、代々の大将軍によって統治されている。大将軍の地位は、世襲制であったり、血縁者が受け継いだり、大将軍家とまったく関係のない者が継いだりと、非常に曖昧なもので、何度か途絶えつつ新たに興った大将軍家が存在する。共通するのは、大将軍は天宮の最高権力者であり、結晶鳳凰に認められた武者である。
また、他国と国交があり、特に黒守暴穏島を中継点として交易のある影舞乱夢（エイブラム）と、赤流火穏（アルビオン）は互いに協力関係にあり、交換留学などが盛んに行われている。

#### ムシャジェネレーションでの地名
『天下統一編』より遥か昔、神話時代以前に存在した。
天主の国（アースのくに）
『ムシャジェネレーション』の主要な舞台。月姫（ディアナひめ）の国、別名千年王国。
天主帝国（アースていこく）
白の武士団団長だった東方不敗の反乱によって建国された月姫の国の敵国。陥落させた天主の国を首都として他国に侵攻、主城として黒帝城をもつ。
武者発掘場
天主の国で一番高い山にある最大の武者発掘場。天主帝国はまずここを占拠することで、3体あれば城を落とせると言われる「武者」を多数確保した。
木馬遺跡（もくばいせき）
朽ちた古代の天空船だと言われている遺跡。天主帝国に反抗する隠密の拠点。また白の武士団初代団長・射亜が武者ごと自身を氷漬けにして、危機にそなえて長い眠りについていた。

#### SD戦国伝での地名
東海地方周辺に相当する地理で描写されているが、『伝説の大将軍編』以降に描写されるようになった畿内に相当する地方とは現実の日本よりも東西に遠く離れており、北陸に相当する地方とも南北に離れている。　5大将軍による天下統一後、多くの国が合併・再編され新しい国名となった。
舞台となっている地方の国名
悪沈（あくしず）
『暴終空城の章』の頃は闇軍団の領国。名称不明だが悪沈の北（邪武楼の西）も闇軍団の支配領域になっている。阻路門と彩土七の西方。闇軍団に与する上忍軍団「悪沈一族」の本拠地。（現実の大和国に相当する地理）
汚泥砂（おでっさ）
『暴終空城の章』の頃は頑駄無軍団の領国。愚羅灘の南。西から南に海岸にある地域。 「汚泥砂作戦」という戦いが行われた。（現実の三河国に相当する地理）
愚羅灘（ぐらなだ）
『暴終空城の章』の頃は闇軍団の領国。名称不明だが愚羅灘の東の国も闇軍団の支配領域になっている。濁河流の東。ふたご山で両軍が向かい合う「愚羅灘の合戦」が行われた。（現実の尾張国に相当する地理）
空離舞巣（ぐりぷす）
『暴終空城の章』の頃は闇軍団の領国。樅の木が原の北東、濁河流の北。（現実の美濃国に相当する地理）
彩土七（さいどせぶん）
二代目頑駄無大将軍を頭領とする頑駄無軍団の中心地になっている領国であり、本拠地である頑駄無城がある。阻路門と月月の南方。南西に舞鳥峠（まいちょうとうげ）、西に犀の河原（さいのかわら）がある。天下統一編では舞鳥峠の北の平野に鳳凰頑駄無の本陣である屋敷があった。（現実の紀伊国の東側部分に相当する地理）
時隠の国（ジオンのくに）
『武者七人衆編』より以前、字音太君（ジオンダイクン）親政のもと、殺駆頭を頭領とする殺駆一族が治め、後に闇軍団の中核となった。地理的位置は描写されていない。
邪武楼（じゃぶろう）
頑駄無軍団の領国。阻路門の北、樅の木が原の北西。千尋の谷がある地域。『LEGENDBB真駆参大将軍スペシャルWEBコミック2』では頑駄無城の場所が、彩土七ではなく邪武楼になっている。（現実の近江国に相当する地理、ただし琵琶湖に相当する湖は西に遠く離れており、日本海に相当する海も北に遠く離れている）
阻路門（そろもん）
『暴終空城の章』の頃は闇軍団の領国。月月の西、邪武楼の南方にある。『武者七人衆編』では「阻路門の乱」と呼ばれる大きな戦が起きている。（現実の伊賀国に相当する地理）
濁河流（だかーる）
『暴終空城の章』の頃は頑駄無軍団の領国。樅の木が原の東、愚羅灘の西。（現実の伊勢国・志摩国に相当する地理）
月月（るなつー）
『暴終空城の章』の頃は頑駄無軍団の領国。彩土七の北、樅の木が原の西、阻路門の東にある。初代大将軍の時代には月見ヶ原と呼ばれていた。
天下統一編後の国名
砕悪鋭（くあず）
『天下統一編』の後、空離舞巣と濁河流が合併して誕生した国。国は初代頑駄無大将軍が治め、鳳凰城を主城とした。
破射音（はいね）
『天下統一編』の後、愚羅灘と汚泥砂が合併した国。新頑駄無城がある。国主は二代目頑駄無大将軍。
覇道和（ばどわ）
『天下統一編』の後、邪武楼と阻路門が合併して生まれた国。天地城が待機している。 国主は三代目頑駄無大将軍。
光炉波（ころな）
『天下統一編』の後、彩土七と月月と樅の木が原が合併して生まれた国。国主は四代目頑駄無大将軍。花見の名所、於雄得山（オオエやま）と麓の於雄得村（オオエむら）と於雄得川（オオエがわ）、光神城がある。『SDガンダムクロニクル SD戦国伝 武者英雄譚』p133の地図では於雄得山は舞鳥峠や犀の河原がある地域から遠く離れた西国（破悪民我夢の街の北東）に位置しており、また『機動武者大戦』では於雄得山は破悪民我夢の街よりも西にある。
新時隠（ねおじおん）
『天下統一編』の後、旧時隠の領地を中心に諸国（悪沈以外は不明）を合併した国。国主は殺駆頭。
その他の地名
頑駄無城（ガンダムじょう）
彩土七にある頑駄無軍団の本拠地。『強化武具セット1』では初代大将軍が築城して、その際に地中から「聖剣のカブト」が発掘されたとされている。『LEGENDBB真駆参大将軍スペシャルWEBコミック2』では二代目大将軍や将頑駄無の時代になってから、邪武楼にある鳳凰頑駄無たちがかつて本陣にした場所を暗黒軍団の残党が占拠する事件があり、真悪参らによって解決後に邪武楼に築城したとされている。『武者七人衆編』の終盤において上空から出現した闇皇帝によって破壊され、新しい頑駄無城である天地城が建造された。横井版では一度は修復されたが、宴会で駄舞留精太が破壊してしまい新しい頑駄無城の建造を請け負うことになった。
天地城（てんちじょう）
武者七人衆編後、築城された新たな頑駄無城。武者駄舞留精太が設計した移動要塞。天下統一編後は5大将軍の旅行にも用いられた。伝説の大将軍編後、破悪民我夢の街に置かれ烈帝城に改造された。
頭虫邸（ずむしてい）
闇将軍の屋敷。
樅の木が原（もみのきがはら）
邪武楼・阻路門・月月・彩土七・濁河流・空離舞巣に接する空白地。333年に一度、暴終空城（あばおあくうじょう）が現れる。SD戦国伝には同音の「亜=破汚亜=空」も登場している。
幻武の里（げんぶのさと）
百士貴と玖辺麗が作った忍者の里。
大樹海
頑駄無城から遥か東の山裾に広がる樹海。武者摩亜屈が視察の旅に訪れた際、神に認められて密林の摩亜屈に出世した。
火炎山
頑駄無城から遥か西にある山。武者駄舞留精太が天地城の動力炉に用いる「永遠に消えない火種」を求めて訪れた際、神に認められて火炎の駄舞留精太に出世した。
霧萬者路（きりまんじゃろ）
牧場がある。SD戦国伝には同音の「切満邪路」も登場している。
犀の河原（さいのかわら）
月見ヶ原の南、川の下流。犀頑駄無が住む河原。
龍鳴寺（りゅうめいじ）
月見ヶ原の北。龍頑駄無が住む寺。
千尋の谷（せんじんのたに）
頑駄無軍団の屋敷の北、月見ヶ原の西。獅頑駄無が住む谷。
舞鳥峠（まいちょうとうげ）
頑駄無軍団の屋敷がある平野の南、月見ヶ原の南西。隼頑駄無が住む峠。
月見ヶ原（つきみがはら）
南西に頑駄無軍団の本拠地、北東に暗黒軍団の本拠地があり、『天下統一編』において西に頑駄無軍団、東に暗黒軍団をはさみ主戦場となった平野。後の月月の国（ルナツーのくに）。
悪無覇域夢山（アナハイムさん）
月見ヶ原より東方に位置し、古くから合戦、修行場の名所として知られる休火山。暗黒軍団は麓に本拠地を構えていた。しばしば暴虐の徒の根城として用いられる。また『天下統一編』の後、天宮の守護神・結晶鳳凰（クリスタルフェニックス）が眠る鳳凰の岩の置かれた地でもあり、後には地下に機動武者大鋼が秘匿される等、多くのエピソードで歴史の転換点となった。『武者○伝』では本編の10年前に亜名刃遺武山（アナハイムざん）と改称されている。『武者烈伝』では天界にも魔界にも通じる門が頂上にあるとされる。（現実の富士山に相当する地理）

#### 伝説の大将軍編から武神輝羅鋼の地名
破悪民我夢の街（バーミンガムのまち）
『伝説の大将軍編』以降クローズアップされた、天宮の政治・経済の中心地。また描写はないものの『天下統一編』の過去の頃から後の時代とそう大きく違うことはないだろうとされる。『伝説の大将軍編』では轟天頑駄無が統治しており、街上空から闇帝王が出現し新世大将軍の決戦が行われた。その後、新世大将軍の居城である烈帝城が築かれて城下町になった。北北東に於雄得山、街道の遥か西には羅美安薔薇山（ラビアンローズさん）、街道の西のには金刃雷都の街がある。
烈帝城
『伝説の大将軍編』で破悪民我夢の街の上空を暗雲が覆い闇帝王が出現した地点の地下には魔界の扉が存在するという伝説があり、三代目大将軍の移動要塞だった天地城を魔界の扉を封じる蓋兼新世大将軍の居城として烈帝城に改造が行われた。『超機動大将軍』では魔界の扉が開かれて城も破損。その後城は修復された際、魔界の力を封じる盾で魔界の扉を塞ぐという対処が行われた。『武者○伝III』で悩威影によって土台と地下以外は完全に破壊された。
金刃雷都の街（キンバライトのまち）
破悪民我夢の街に次ぐ規模の天宮第二の街。西に破悪民我夢の街、東に魔流連山をのぞむ交通の要所。南には魔道ヶ原がある。
羅美安薔薇山（ラビアンローズさん）
南東に泥羅悪祟村（デラーズむら）がある。『大将軍列伝』では轟天軍が村の付近に鵬竜の砦'を築いている。『機動武者大戦』では覇道闇軍団が山の東の麓に悪怒羅主手悪砦（アドラステアとりで）を築いた。
恵亜須の町（エアーズのまち）
天宮最大の港町であり、恵亜須の港（エアーズのみなと）は海外諸国との架け橋となっている。破悪民我夢の街の北東に位置する。
魔流連山（マルレーンさん）
『伝説の大将軍編』において新生闇軍団が支配した。別名妖魔の森。麓には温泉と古夢砕村（コムサイむら）があり新生闇軍団の三日月砦が築かれた。街道の東方は『天下統一編』の舞台となった月見ヶ原一帯から悪無覇域夢山へと続く。北東には羅幻の森（ラゲーンのもり）、西には不穏不乱峠（フォンブラウンとうげ）があり新生闇軍団の朧月砦が築かれた。
不論帝悪村（フロンティアむら）
天宮の南端部、南西地方にある村。武者衛府弓銃一（ムシャエフキュウジュウイチ）の故郷であり、『地上最強編』の舞台のひとつ。後に天宮の中心地へと発展する。現実の日本でいう九州南部に位置する地域にある。北西に爆火炉忍亜山（バビロニアさん）（『大将軍列伝』では不論帝悪村は爆火炉忍亜山の北にある）、西に里武守村（ザムスむら）、北に愛音亜守村（アイネイアースむら）がある。
爆火炉忍亜山（バビロニアさん）
南西海上の黒守暴穏島への通路が隠されている。西に主喰土の町（スクイードのまち）、南東に不論帝悪村がある。
鈴宝守村（リーンホースむら）
破悪民我夢の街と金刃雷都の街の間にある村。『大将軍列伝』では轟天軍が村の北の山に號飛の砦を築いている。
傘礼吏亜村（カサレリアむら）
金刃雷都の街から東に進んだ先にある、大きな川に掛かった橋を擁する村。北に'木霊峠、北東に怪羅守技里山（カイラスギリーさん）、東に進み不穏不乱峠を越えると魔流連山がある。上流の東側には金山として知られる賀知山（ガチさん）と賀知村（ガチむら）、上流の山奥には裏史手亜村（リシテアむら）がある。
高蘭土村（ハイランドむら）
魔流連山と月見ヶ原一帯地域の間にある村。
愚悪殿村（グワデンむら）
SD戦国伝の頃には愚羅灘だった地域にある村。
亜茶の町（アーティーのまち）、
悪無覇域夢山の麓の町。火炎の駄舞留精太ゆかりの地。
自武羅流樽の町（ジブラルタルのまち）
悪無覇域夢山の東の町。火炎の駄舞留精太のお供の者の子孫が住んでいる。元は亜茶自武羅流樽の町だったが分裂して自武羅流樽の町になり、新たに亜茶の町が作られた。
八岐の街（やまたのまち）
大蛇飛駆殺無により壊滅した街。
俄雲乱土（ガウンランド）
天宮の東北地方に位置する地域で、天宮中心地から見れば謎の多い未踏の地である。『超機動大将軍』では機動武者天鎧王がここで発見された。南には愚羽山（グワンざん）を抱き、そこから恵亜須の町までの西方に続く道程には、百鬼夜行衆が築いた隠し砦狩主斗砦（カリストとりで）、下留鍵村（アンダーフックむら）、死乃辺峠（シノーベとうげ）、雷瀬留湖（ラッセルこ）、女里鈴村（メリリンむら）、雨流手悪の町（アマルテアのまち）がある。『超機動大将軍』後は頑駄無軍団の管轄下におかれ、『機動武者大戦』ではこの地の守備隊長が登場している。
愚羽山（グワンざん）
俄雲乱土の南の山。火炎の駄舞留精太が試作した機動武者・轟天號と闇側が開発した覇道武者（闇の機動武者・覇道邪神）が共に破壊力を持ちすぎた兵器であったため、両軍は実戦投入せず抑止力の象徴としてこの地に封印していた。
地球連峰（ちきゅうれんぽう）
現実の日本でいう四国が瀬戸内海なしで中国地方と陸続きになったような地域に広がる山地。鳴神山や堂我一族の隠れ里がある。
神隠山（かみかくしやま）
破悪民我夢の街の北東にある山。『武神輝羅鋼』では武威凰大将軍が弟の消息を告げる矢文で呼び出され、頑駄無軍団たちと真闇元帥の最終決戦にもつれこんだ。南東には霞峠がある。
羅幻の森（ラゲーンのもり）
南に裏史手亜村（リシテアむら）'と宇域紅峠（ウーイックとうげ）、東に白聖域谷（ホワイトアークだに）がある。
魔華怒仁悪砂丘（マケドニアさきゅう）
悪無覇域夢山の東にある砂丘。火炎の駄舞留精太にまつわる遺跡が残されている。
夢幻山
於雄得川を下った付近にある山。山の洞窟に入った者は地を走る鉄の箱や火を吹く鳥を見たと伝わっており、頑星刃の故郷に繋がる時空の裂け目が出来ていた。未来技術の超兵器が持ち込まれることを危惧した頑駄無軍団により洞窟は破壊された。
鬼ヶ島
里武守村の南東の島。天然の要塞。『機動武者大戦』で覇道闇軍団が活動拠点にして鬼の噂が流れていた。

#### 天星七人衆での地名
緋州之国（ピースのくに）
『新SD戦国伝 天星七人衆』の舞台。天宮の（列島の）一地方で、『武神輝羅鋼』までの舞台となった地域のさらに北に位置している。東と南は海に面し、北部・西部に広がる大地については詳しい詳細は無い。海岸地帯にはほぼ中央に刻津湖（ときつこ）があり、それを挟む形で西の山岳地帯大鵬高地と東の鏡山峠がある。東岸の友砂海峡は霧隠島に面し、島の南西岸と緋州の南東岸で潟波ヶ浜を形成している。
地方自治を行なう町単位・村単位の共同体という形になっており、国家単位を指導する組織は存在しない。
双子岳村（ふたごだけむら）
緋州の西のはずれにある村。天星七人衆のひとり武者頑駄無零壱（ムシャガンダムゼロワン）の育った地であり「天星七人衆」の物語の最初の舞台。
藤縞の街（ふじしまのまち）
豪族・剛心頑駄無が治める地方都市。双子岳村の東にあり、さらに東には大鵬高地をのぞむ。天星七人衆のひとり剛覇頑駄無の故郷であり、零壱が剣聖頑駄無に師事した場でもある。
九重村
大鵬高地に位置し、狩猟を主産業とする村。天星七人衆のひとり迅風頑駄無の故郷。
七天神社
刻津湖畔にある、七天星に縁の深い神社。天星七人衆のひとり爆熱頑駄無は神主・式守頑駄無の養子である。
鏡山峠（かがみやまとうげ）
近隣に高砂の街（たかさごのまち）を見下ろす高地。天星七人衆のひとり蒼雷頑駄無の居住地でもあった。
高砂の街（たかさごのまち）
鏡山峠を抜けて北方に通じる交通の要衝。天星七人衆のひとり紅蓮頑駄無が職人として働いていた地でもある。
立浪の街（たつなみのまち）
鏡山峠と潟波ヶ浜の間にある街。海からは刻津湖畔の定期船、陸からは高砂の街へ続く街道を持つ巨大な通運路であり、商業都市として大きな繁栄を得ている。
霧隠島（きりがくれじま）
魔天暗黒党の本拠地を持つ島。一年を通し暗雲が立ちこめ光の射さない不吉の地として知られた。

#### ムシャ戦記での地名
武者の国（むしゃのくに）
『ムシャ戦記 光の変幻編』における主要な舞台。『天星七人衆』より後の時代の一国であり、ファーストガンダム大将軍によって統治されている。
一部のキャラクターに緋州出身という設定があるため、同じく天宮列島の一部であるとされている。
本陣
将頑駄無ウインドや遊撃隊のメンバーの邸宅がある。
鳳凰城（ほうおうじょう）
ファーストガンダム大将軍の居城。
白鷹山（はくようさん）
北の山。天魔軍団の金山があった。
松が浜（まつがはま）
鳳凰城に続く要所。
厳石城（がんせきじょう）
天魔軍団の本陣。
江紅零亜山

#### 武者○伝での地名
本和神城（ほんわかじょう）
この時代の首都にある頑駄無軍団の城。『武者○伝III』では、武ちゃ丸が敵が撒いた破異武立闘の種を全て食べて城は守られたが、種の効果で自身が破異武立闘化してしまい巨大な武王頑駄無になって破壊してしまった。大将軍たちは脱出して「氷の亜名刃遺武山」に撤退しており、破牙丸とマサキが新超時空転移装置（ネオぶっとびシステム）この世界に来た時には既にもぬけの殻になっていた。現実の日本でいう江戸に位置する地域にある。
亜名刃遺武山（アナハイムざん）
霊峰・悪無覇域夢山。10年前、大将軍（ワカの父）、撃鱗将頑駄無、號號将頑駄無らが軍団を率いて悪無覇域夢山で闇の者と1ヶ月戦い続けた「霊峰決戦」は帰還者が彼ら3名のみという壮絶な結果となり、頂上に戦没者を祀った刀塚を建て、「名のある武者たちがその刃と武勲を残した山」という字義に改称した。
具和殿輪亜駆守（グワデンワークス）
天宮最大の巨大工場。バンダイのプラモデル工場であるバンダイ静岡ワークスがモチーフで、地理的位置も現実の日本の静岡に相当する。
昇雲龍の滝（ショウウンリュウのたき）
不穏不乱峠にある滝。峠には影舞乱夢出身者の子孫が暮らす村がある。滝にある巨大な龍の彫像には伝説の槍「天宮乱夢（アークラム）」が封じられており、神槍丸の武者魂に呼応して彫像が崩れて槍が射出された。
鎧工廠（よろいこうしょう）
天宮一の鎧職人が集う工廠。
最善門（さいぜんもん）
観光地になっている由緒ある門。正体は非常時用の巨大兵器。
時防流総本山（じぼうりゅうそうほんざん）
時防流の法士たちの総本山。宙に浮いた山々が橋で繋がっている。
氷の亜名刃遺武山（こおりのアナハイムざん）
亜名刃遺武山と同じ名を付けられた兄弟山で、俄雲乱土の北の未開の氷の大地にある天宮最北の霊峰。頂上の火口跡には大将軍の作戦本部が築かれており、「無者の月（デスムーン）」に攻め込むための鎧王グループ製宇宙ロケットの発射基地でもある。

#### 武者烈伝での地名
頑駄無国（ガンダムこく）
烈凰武将頑駄無斎を国主としていた国。時隠軍団の奇襲により一夜にして滅亡した。
時隠の国（ジオンのくに）
殺駆頭を国主としていた国。頑駄無軍団により殺駆頭を暗殺されたとして頑駄無国を奇襲した。
時隠城
時隠の国の本拠地
璃阿峠（リアとうげ）
頑駄無国と時隠の国のくにざかいにある峠。
天宮（アーク）
頑駄無斎の息子の雷凰を大将軍、殺駆頭を将頑駄無として頑駄無国と時隠の国が合併した国。
新頑駄無城
破悪民我夢の街にある大将軍の居城。邪悪武者軍団によって破壊された。
悪怒羅巣城
破悪民我夢の街に築かれたカピターン卿の居城。
新天地城
破悪民我夢の街に再建された城。
怒炉棲島
南方にある流刑地。

### 異国の地名
天宮からは独立した異文化圏の国家群を指す。作品内では総じて「異国」と呼ばれ、各国出身者は「異国武者」と称されている。
影舞乱夢の国（エイブラムのくに）
三璃紗（ミリシャ）における初の国家。天宮とは海で隔てられた西の大陸の一国。天宮からは北西に位置し、同じ大陸の赤流火穏の国の北方に隣接して存在する。龍帝の血統によって治められる「地上最強編」の舞台のひとつ。「三国伝」の世界においては過去に存在した国と位置づけられている。また大陸の形状は「三国伝」の時代では中国に似る。
砂成の街（サナリィのまち）
黄虎賊の手から白龍頑駄無によって救われた街。
仏歩岬（ブッホみさき）
黄虎賊が本拠とした土地。
赤流火穏の国（アルビオンのくに）
天宮とは海で隔てられた西の大陸の一国。天宮から見れば南西に位置し、北方の影舞乱夢の国とは東西に伸びる無限山脈をはさんで隣接している。阿修羅頑駄無らの出身地であり、「地上最強編」の舞台のひとつ。天宮を守護する神が鳳凰であるのに対し、鬼舞虎（キマイラ）を戦神として信仰する。主城は南方の武里守勉城（ブリスベンじょう）。無限山脈と城の間には都臨屯の町がある。
「三国伝」の時代では（三璃紗視点で）南方と呼ばれ、赤流火穏の血を引く末裔である孟獲の治める国が存在している。
都臨屯の町（トリントンのまち）
鐘馗頑駄無の出身地。
無限山脈（むげんさんみゃく）
南方の赤流火穏の国と北方の影舞乱夢の国との国境を隔てる山脈。南側には山中を貫く霊仙の洞窟（れいぜんのどうくつ）の入口がある。地理的には地続きである両国だが、この山脈により交通が分断され国交は乏しかった。
黒守暴穏島（クロスボーンとう）
天宮・赤流火穏・影舞乱夢の中心に浮かぶ孤島。謎の巨神像が中央でたたずんでいた。「地上最強編」の戦いの後に各国へ伸びる三本の道が海上に浮上したため、貿易の中継地点となっている。
その他の異国
上記の他に作中および設定において、特定の武者の出身地として設定される名称の明らかでない異国群。これらは多くSDガンダムの他作とのクロスオーバーであり、例として赤龍頑駄無は騎士ガンダムシリーズの舞台スダ・ドアカ・ワールドの、武者真紅主はSDコマンド戦記の舞台であり遠い未来にマゼラン大陸と呼ばれる地域の出身とされる（他に#他シリーズとのクロスオーバーの節に詳しい）。なお、ガンドランダーシリーズにおけるガンドランド大陸はこれに当てはまらない。

### 異世界
神々（結晶鳳凰・暗黒鳳凰等）や異世界人が治める、天宮・異国とは異なる世界。
天の島（てんのしま）
宇宙空間に点在する巨大な浮遊物体。「七人の超将軍編」では闇軍団の質量兵器として用いられた。その正体は古代錬金術師達が作り上げたスペースコロニー群である。
是断の門（ゼダンのもん）
堕悪闇軍団が利用し、武者頑駄無の国を襲った小惑星。「時間と空間の移動を可能とする驚天動地のカラクリ」超時空転移装置（ぶっとびシステム）を備え、天馬の国と天宮を繋ぐ一因となった。
無者の月（デスムーン）
天宮上空にある破異武立闘（ハイブリッド）の本拠地である人工天体。
月(つき)
武者ガンダムシリーズに登場する「月」は、クロスオーバーし時期的にほぼ同時進行する騎士ガンダムシリーズの機甲神伝説に登場する月の王国セレネス(廃墟)である。
天界（てんかい）
結晶鳳凰が住まう神の国。天空武人と呼ばれる神々と天界武者が住む。地上の争乱に対して不干渉を原則とするが、天空武人の使者や古代の遺産を通じ支援を行うこともある。天界武者の中には地上で功績のあった武者が転生した者もいる。SD戦国伝世界と地続きである『騎士ガンダム』世界における「天上界」との関連は不明。
魔界（まかい）
天界と対立する魔族の国で、暗黒鳳凰が治める。黒魔神など闇の一族の故郷で魔物や魔界武者が住む。魔星頑駄無など闇の力を持つ武者が契約や転生をする事で魔界武者となる（生粋の者は魔神と呼ばれる）。天界同様に、『騎士ガンダム』世界との関連は不明。
覇道国
「新SD戦国伝 機動武者大戦」に登場した天宮にとって鏡の様な世界。天宮と覇道国には光と闇の均衡があり、天宮で光が闇との戦いで勝ち続けた場合、均衡が崩れ、覇道国では天災が発生する。
天馬の国（ペガサスのくに）
「武者○伝」以降の主要な舞台。天宮から見て過去に当たる天馬(ペガサス)暦2001年に存在し、天宮側からは天馬の国と呼ばれるが、当地では21世紀初年(西暦2001年)の日本と呼称される時代/土地である。錬金術発祥の地と推測されている。